# Садовый (Навлинский район)
Садовый — поселок в Навлинском районе Брянской области. Входит в состав Клюковенского сельского поселения.

## История
В 1964 г. Указом Президиума ВС РСФСР поселок Малый Пьявицкий переименован в Садовый.

## Население
| 2010 | 2013 |
| ---- | ---- |
| 97   | ↘92  |